# Acanthonevra scutellopunctata
Acanthonevra scutellopunctata är en tvåvingeart som först beskrevs av Erich Martin Hering 1952.  Acanthonevra scutellopunctata ingår i släktet Acanthonevra och familjen borrflugor. Inga underarter finns listade i Catalogue of Life.